# Barroco de dos Mundos
Barroco de dos Mundos es un programa radial creado, escrito y producido por Cristina Altamira. 

## Historial
A partir del 14 de febrero de 2001 el programa ha salido al aire todos los viernes de 20:00 a 21:00 horas por la frecuencia 104.5 FM de Radio Faro Cultural, emisora oficial del Ministerio de Cultura y Deportes de la República de Guatemala. En este programa, la Mtra. Altamira presenta y comenta la música que se escuchaba a ambos lados del Océano Atlántico durante los siglos XVI al XVIII. De esa manera, ha enlazado para los oyentes la labor de compositores del Renacimiento en Europa con la obra recién descubierta de compositores de la América Española como Hernando Franco, Pedro Bermúdez, Juan de Lienas y Gaspar Fernández. Como lo indica el nombre del programa, el Barroco recibe especial atención en esos recorridos musicales, estableciendo puentes entre la obra de Heinrich Schütz, Claudio Monteverdi y Henry Purcell con Juan Gutiérrez de Padilla, José Cascante, Juan de Araujo, Manuel José de Quirós y Manuel de Sumaya, por mencionar solamente algunos. Muchos de los programas han versado sobre la música de Johann Sebastian Bach y otros compositores del alto barroco, a la par de la obra de autores hispanoamericanos de esa y la próxima generación. Entre estos últimos, la Mtra. Cristina Altamira ha privilegiado a compositores activos en Guatemala como Rafael Antonio Castellanos, Pedro Nolasco Estrada Aristondo, José Escolástico Andrino o José Eulalio Samayoa. Con el objeto de ilustrar la evolución musical en el siglo XVIII y durante el temprano siglo XIX, cuando se logra la independencia de la mayoría de nuevas naciones del Imperio Español, el programa también toma en cuenta los preclásicos y los clásicos, con énfasis en compositores poco conocidos o recientemente redescubiertos por la investigación musicológica más avanzada.